# Dallas Buyers Club
Dallas Buyers Club este un film dramatic regizat de Jean-Marc Vallée, avându-i ca scenariști pe Craig Borten și Melisa Wallack. Matthew McConaughey joacă rolul lui Ron Woodroof, un pacient suferind de SIDA, care face contrabandă cu medicamente aduse din străinătate în Texas, neaprobate de FDA. Acestea  se dovedesc eficiente și sunt distribuite prin intermediul „Dallas Buyers Club”. McConaughey a primit Premiul Oscar pentru cel mai bun actor, în timp ce Jared Leto a primit Premiul Oscar pentru cel mai bun actor în rol secundar. Filmul a primit și Premiul Oscar pentru cel mai bun machiaj, având un buget destinat machiajului de numai 250$.

## Distribuție
- Matthew McConaughey ca Ron Woodroof
- Jennifer Garner ca Dr. Eve Saks
- Jared Leto ca Rayon
- Denis O'Hare ca Dr. Sevard
- Steve Zahn ca Tucker
- Michael O'Neill ca Richard Barkley
- Dallas Roberts ca David Wayne
- Griffin Dunne ca Dr. Vass
- Kevin Rankin ca T. J.
- Adam Dunn (cameo) ca barman
- Bradford Cox ca "Sunflower" (iubitul lui Rayon)

## Coloana sonoră
1. "Sweet Thang" de Shuggie Otis – 4:09
2. "Following Morning" de The Naked And Famous – 5:03
3. "Hell and Back" de The Airborne Toxic Event – 3:52
4. "Ready to Be Called On" de My Morning Jacket – 3:46
5. "Life of the Party" de Blondfire – 3:23
6. "The Walker"  (remix Ryeland Allison) de Fitz And The Tantrums – 3:28
7. "Shudder to Think" de Tegan & Sara – 3:24
8. "Mad Love"  (Acoustic) de Neon Trees – 3:39
9. "Main Man" (cover T. Rex) de Portugal. The Man – 6:15
10. "Stayin' Alive" (cover Bee Gees) de Capital Cities – 4:03
11. "Romance Languages" de Cold War Kids – 2:52
12. "Burn It Down"  (remix Innerpartysystem) de Awolnation – 4:56
13. "After the Scripture" de Manchester Orchestra – 4:36
14. "City of Angels"  (Acoustic) de Thirty Seconds To Mars – 4:29
15. "Main Man" de T. Rex – 4:13
16. "Life Is Strange" by T. Rex – 2:32[11]
17. "Ballrooms of Mars" de T. Rex
18. "Prélude" by Alexandra Streliski

## Legături externe
- Site web oficial
- Dallas Buyers Club la Internet Movie Database
- Dallas Buyers Club la Rotten Tomatoes

## Vezi și
- A 71-a ediție a Premiilor Globul de Aur